# Skala FM
Skala FM er en radiostation ejet af JFM. Stationen er den største kommercielle radio i Syddanmark med 300.000 lyttere hver uge . Skala FM er i lyttertal Danmarks største kommercielle lokalradio.

## Historie
Der er for få eller ingen kildehenvisninger i dette afsnit, hvilket er et problem. Du kan hjælpe ved at angive troværdige kilder til de påstande, som fremføres.

Skala FM startede i begyndelsen af 90'erne i lejede lokaler i Storegade 71, i Haderslev, under foreningen Felix. Skala FM, udsprang efter Radio Down Town, der også havde til huse i Haderslev. Her startede en lille kerne, frivillige Skala FM og sendte på frekvens 98,6. Den 1. april 1996 overtog Radio Kolding, navnet efter at Haderslev kommune ikke, længere ville forlænge sendetilladelsen. Målgruppen var de unge og som modpol til Skala FM, blev der i efteråret 1998 startet Radio Mercur, der fra Skamlingsbanken (Christiansfeld) sendte musik fra 1950'erne, 1960'erne og 1970'erne.
Radio Mercur skiftede i 1999 navn til Skala GOLD, og samtidig fik kanalen følgeskab af Skala POP, der fra Middelfart sendte blød popmusik til hele Trekantområdet.
Den 1. september 2002 købte avisen JydskeVestkysten alle tre radiostationer; Skala FM, Skala GOLD og Skala POP. Året efter, den 1. juli 2003, overtog avisen også driften af Radio Victor, Victur Plus og Radio Holsted. Kort efter startede avisen Radio 2003 i Sønderborg.
Den 1. december 2003 ryddede mediehuset op i de mange radioer og satsede på 2 formater: Skala FM for de unge og Radio Victor for de ældre. Skala Pop, Victor Plus, Radio 2003 og Radio Holsted blev til Skala FM og Skala GOLD blev til Radio Victor. I løbet af juni 2004 overtog Skala FM fagforeningeradioen Radio Vojens. Dermed dækkede avisens radioer store dele af Syd- og Sønderjylland.
Den 1. juni 2006 lukkede Radio Victor på grund af faldende lyttertal og omsætning. Skala FM overtog alle Radio Victors frekvenser, og i dag er Skala FM eneste radio i Syddanske Medier.
Den 22. maj 2014, købte Syddanske Medier, som ejer Skala FM, radiostationen Radio Mojn i Aabenraa fra Radio ABC Gruppen og begyndte at sende Skala FM på Radio Mojns hidtidige frekvenser. Dermed havde Skala FM lukket det sidste hul uden dækning i Syddanmark, da man nu også kunne sende i Aabenraa Kommune, hvor man hidtil ikke var lykkedes med at finde ledige frekvenser. Alle ansatte på Mojn blev enten afskediget og hjulpet videre eller fik tilbudt en ny stilling på Skala FM. Skala FM meddelte ved købet at man ville blive ved med at sende nyheder på tysk, ligesom Radio Mojn gjorde det.
I 2015, sammenlagde man Skala FM og Radio Klubben på Fyn. Det kunne lade sig gøre, da Syddanske Medier som ejede Skala FM og Fynske Medier der ejede Klubben, havde dannet et nyt stort mediehus, også bestående af Jyske Medier, som ejede VLR og Horsens Classic.
Stationen fortsatte efter sammenlægningen, med at hede Skala FM, som nu dækker hele Fyn og Syd- og Sønderjylland. Der vil stadigvæk være lokale radioprogrammer, på Sydfyn og lokale reklamer samt live koncerter på Fyn efter sammenlægningen.
I forbindelse med sammenlægningen af de 3 mediehuse, er Skala FM's studier flyttet til hovedkvarteret i Vejle, hvor også VLR og Classic Fm sender fra, for at spare på omkostningerne. Dermed bliver der ikke længere sendt fra Kolding.
Skala FM har i dag mere end 30 frekvenser fordelt over Syd- Sønderjylland og hele Fyn. Radioens studier ligger i Vejle, men der sendes også lokale programmer, fra studier i Faaborg og Aabenraa .

## Skala FM programmer
1. september 2006 startede Morgenministeriet med værterne Brian Ebbesen, Signe Vadgaard, Kenneth Jonassen, Kim Middelhede og Allan Staal. Morgenministeriet er kendt for konkurrencerne 'Du ødelagde det for alle de andre', 'Det er rigtigt, det er forkert' og Quiz-hjulet. Programmet blev indstillet i 2016. 
Skala FM har flere gange inden for de seneste år sendt den lytterbestemte hitliste 'Alletiders Top 1000'. Sange der har ligget på plads nr. 1 på listen er U2 – "One", Robbie Williams – "Angels" (2 gange), Queen – "Bohemian Rhapsody", Michael Jackson – "Billie Jean" og U2 – "With Or Without You" (). Da listen blev sendt i påsken 2005, var den baseret på 4.923 afgivne stemmer, mens der til listen i påsken 2008 og 2009 blev afgivet henholdsvis 7.052 stemmer og 7.512 stemmer. Listen blev senest sendt i påsken 2010.
Nytårsaftensdag i bl.a. 2008, 2010 og 2012 blev der desuden sendt en top 100 liste over de 100 mest spillede sange på Skala FM i det forløbne år.
Fra november 2009 og frem blev der på de fleste hverdage sendt nogle såkaldte classic countdowns (baseret på diverse musiklister) med 6 populære sange fra et givent årstal.